# دانا بيرلينر
دانا بيرلينر (بالإنجليزية: Dana Berliner)‏ هي محامية أمريكية، ولدت في 1967.